# Szabad nép
«Сабад неп» (венг. Szabad nép — «Свободный народ») — венгерская газета, существовавшая в 1942-1956 годах. Печатный орган Венгерской коммунистической партии, а с 1948 года — Венгерской партии трудящихся. Предшественница газеты «Népszabadság».

## История

### Во время Второй мировой войны
Первый номер нового печатного органа находящейся в то время в подполье компартии Венгрии вышел 1 февраля 1942 года. Главным редактором газеты «Сабад неп» стал Ференц Рожа, в 1932-1935 годах — член редакционной коллегии тогдашнего органа КПВ газеты «Kommunist» («Коммунист»), разгромленной хортистским режимом.
Во время Второй мировой войны венгерским газетам разрешалось выходить только с серьёзными ограничениями из-за цензуры прессы и обострившегося дефицита бумаги. Один из лидеров ВКП Эндре Шагвари, руководивший агитационной и пропагандистской деятельностью, предоставил для нужд газеты партийную подпольную типографию. Когда в конце 1943 года были схвачены сотрудники предыдущей типографии Эльзы Шлангер, их функции перепоручили Шандору Рихтману, Эндре и Эве Ракоши. Утром 4 ноября 1944 года и эту типографию разгромили — на неё напали боевики «Скрещённых стрел», а руководителей убили на месте либо в концлагере Дахау. Затем редакция пережила ещё один разгром. В декабре 1944 года по мере приближения к стране Красной Армии подпольные типографии венгерских коммунистов смогли охватить всю территорию страны и добиться повсеместного распространения газеты.
25 марта 1945 года на контролируемой советскими войсками части Венгрии вышел первый легальный выпуск «Сабад неп». Следующие десять лет газета выходила ежедневно, являясь главным печатным рупором сначала компартии, а после её объединения в 1948 году с СДПВ — и ВПТ, освещая сталинистскую политику Ракоши.

### Во время событий 1956 года
23 октября, в первый день беспорядков, позже переросших в антикоммунистическое восстание, коллектив «Сабад неп» на утреннем заседании парткома принял решение поддержать начавшиеся в стране процессы. Однако уже 25 октября редакция газеты была захвачена сторонниками Имре Надя. Вместо очередного выпуска ими была напечатана антиправительственная брошюра и с того дня за контроль над печатным органом началась борьба между правительственными силами и восставшими.
26 октября на площади перед Домом печати произошёл бой между вошедшими в город по просьбе венгерского руководства советскими частями и вооружёнными отрядами восставших, в ходе которого были ранены двое советских солдат. Их доставили в здание Будапештского горкома ВПТ, ещё контролируемого властями.
28 и 29 октября в «Сабад неп» выходят две статьи, включая передовицу «Рассветает», которые, по словам Яноша Кадара, «морально, можно сказать, почти целиком дезорганизовали оборону народной республики. Эти статьи не отражали позиции Центрального Комитета». В данных статьях впервые происходящее в стране открыто оценивалось, как национальная революция. Кадар в связи с этим позже писал, что «борьба шла и за „Сабад неп“, пока эта газета не перешла на сторону противника, опубликовав известную статью „Рассветает“ и еще более спутав линии фронта».

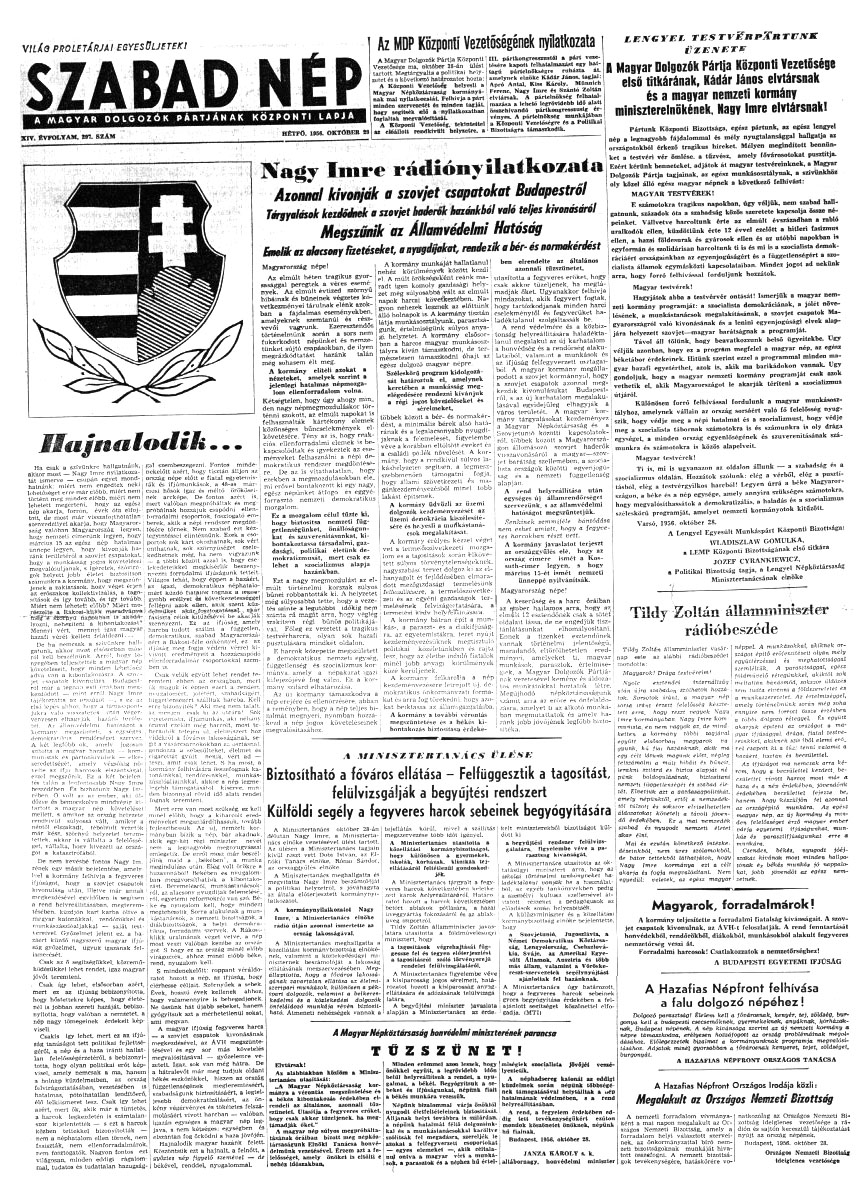
Выпуск газеты «Сабад неп» от 29 октября 1956 года с гербом Кошута и призывами в поддержку «национальной революции»

"Помню, как 28 октября, в воскресенье, меня остановили рядовые солдаты, — вспоминал Иштван Кертес, один из участников боёв. — Они усадили меня на скамейку, положили передо мной газету «Сабад неп» и спросили, кто же, по моему мнению, патриот и кто контрреволюционер. Ведь в статье прямо говорится, что те, кто оружием защищает горком, — контрреволюционеры, а те, кто угрожает ему, — патриоты. Кто-то сказал: «Вы вот коммунист и руководящий работник, а мы рядовые солдаты и находимся здесь по приказу. Что же на самом деле происходит? Ведь в вашей центральной газете пишут, что мы не патриоты».
Однако, несмотря на фактический переход на сторону восставших, газета была слишком сильно скомпрометирована своей прежней поддержкой режима Ракоши и напрямую ассоциировалась с ним. С 29 октября новых номеров «Сабад неп» не выходило. 2 ноября, на следующий день после образования ВСРП, издание газеты было окончательно прекращено. Вместо неё была запущена новая газета «Népszabadság». Первым главным редактором этой газеты стал соратник Имре Надя Шандор Харасти, бежавший с ним в югославское посольство 4 ноября 1956 года после начала советской интервенции. 